# Tarhankuti-félsziget

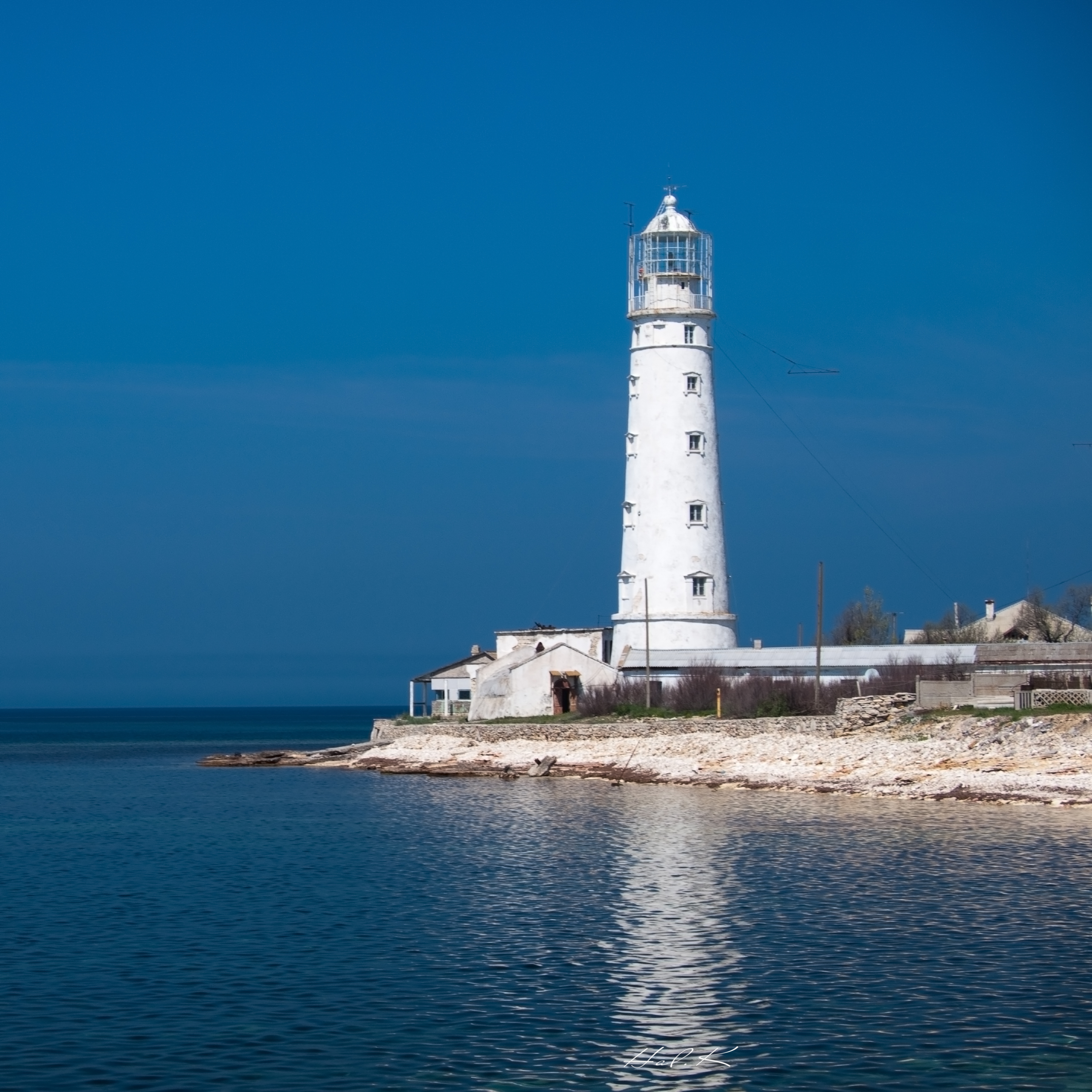
A fehér mészkőből épült tarhankuti világítótorony

A Tarhankuti-félsziget (ukránul: Тарханкутський півострів, magyar átírásban: Tarhankutszkij pivosztriv, krími tatár nyelven: Tarhanqut yarımadası) a Fekete-tengerbe nyúló félsziget a Krímben, annak legnyugatibb részén. Északról a Fekete-tenger Karkinyiti-öble határolja. Területe 1550 km². A félsziget közigazgatásilag Ukrajna Csornomorszkei járásához tartozik, a Krím 2014-es orosz megszállása miatt azonban de facto Oroszország része.
Elnevezése a krími tatár tarhan kut kifejezésből ered. A tarhan adómentes területet jelöl, míg a kut szó fokot, kiszögellést jelent.

## Földrajza
A félsziget nyugati részén két kisebb kiszögellés található. Az északi a Pribojnij-fok, amelynek 1953 előtt a tatár eredetű Kara-Mrun-fok volt a neve, a délebbi pedig a Tarhankut-fok.
A félsziget területének nagyobbik részét a mészkőből álló Tarhankuti-fennsík alkotja. Ennek legmagasabb pontja 178,4 m-re emelkedik a tenger szintje fölé, míg legalacsonyabb pontja 0,4 m-re van a tengerszint alatt. A félsziget tengerrel érintkező része alapvetően abráziós partot alkot, de helyenként homokos tengerpart is előfordul. A félszigeten állandó vízfolyások nincsenek. A part menti részeken létrejött turzások limánokat alakítottak ki. Közülük a legnagyobb a félsziget déli részén található Donuzlav-tó, amely a tengerrel egy csatornán egybenyitva kikötőknek, köztük haditengerészeti támaszpontnak ad helyet. Az északi részen található limán több kisebb részre szakadt, így jött létre a Panszke-tó. A félszigetet természetes felszínborítását nagyrészt a Fekete-tenger partvidékére jellemző növényekből álló sztyepp alkotja, de a magasabban fekvő területeken cserjék nőnek. A mezőgazdaságilag hasznosított területeken főként legelők, gyümölcsösök és szőlőültetvények találhatók. A félszigeten több természetvédelmi terület található.
A félsziget a Krím legkisebb népsűrűségű terület. Nagy lélekszámú települések, városok a területen nem találhatók. A legnépesebb település a félsziget északi partján elterülő, több mint 11 ezer lakosú Csornomorszke, amely járási központ. További jelentősebb települések Olenyivka, Okunyivka, Marjine, Mizsvodne.

## Látnivalók
A félszigeten több görög település romjai maradtak fenn. A legjelentősebb az egykori görög Kalos Limen maradványai a mai Csornomorsze területén. A félszigeten szkíta temetkezési helyek is előkerültek.
A Tarhankuti-fokon áll az 1800-as évek elején épített, 42 m magas régi világítótorony, amely Inkermanból származó fehér mészkőből épült.
A természeti látnivalók közül az egyik leglátványosabb az abráziós partszakasszal rendelkező Tarhankuti-fok, illetve az Olenyivka falu mellett található Dzsanguli-szirt.

## Gazdaság
A félszigeten 1996-ben Csornomorszke közelében kezdték el a tarhankuti szélerőmű építését, amelynek a tervezett beépített teljesítménye 70 MW volt. 2009-ben az addig elkészül szélkerekek összteljesítmény 15,5 MW volt. A Krím orosz megszállása miatt a szélerőmű 2014-ben orosz fennhatóság alá került.